# Азербайджанский государственный педагогический университет
Азербайджанский государственный педагогический университет (азерб. Azərbaycan Dövlət Pedaqoji Universiteti, АГПУ, ADPU) — государственное высшее образовательное учреждение, занимающееся подготовкой педагогических кадров.

## История
Университет основан 26 августа 1921 года декретом №66 Совета Народных Комиссаров Азербайджанской ССР под названием «Высший мужской педагогический институт» с 6 студентами и 8 преподавателями. Целью создания университета явилась подготовка педагогических кадров.
Первый выпуск состоялся в 1923/24 учебном году. Параллельно с ним действовал Высший женский педагогический институт. 
Деятельность университета приостанавливалась в 1927—29 и 1941—43 годах.
В большом зале университета выступал поэт Владимир Маяковский[когда?].
В 1972 году университет награждён орденом трудового красного знамени. За время своего существования университетом было подготовлено свыше 100 тысяч учителей с высшим образованием.
В 1991 году предоставлен статус университета. В 2015 году к университету присоединён Азербайджанский институт учителей.
На 2019 год университет стал вторым по величине высшим учебным заведением в стране.

К 2021 году университет сохранил статус второго по величине высшего учебного заведения Азербайджана с более чем 18 600 студентами, 1 684 профессорами и административно-техническим составом. В период с 1921 по 2021 год университет окончили более 160 тысяч студентов.

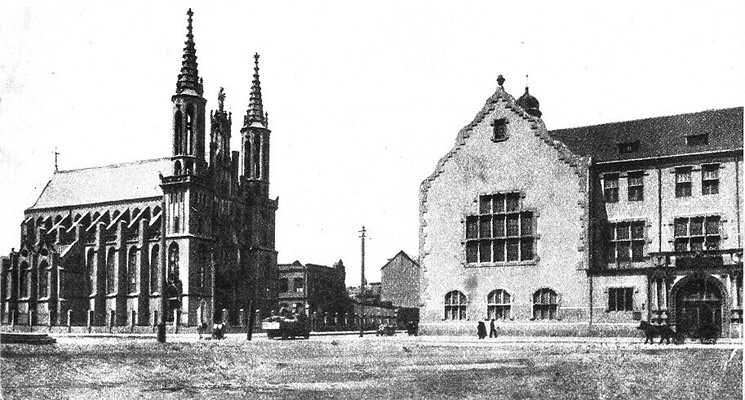
Здание Бакинского коммерческого училища (справа) в 1916 году. Слева — разрушенный в 1938 году Костёл Пресвятой Девы Марии

## Общие сведения
7 июня 2016 года университету выдано свидетельство о государственной аккредитации сроком на 5 лет.
8 июня 2023 года решением Государственного совета по аккредитации Азербайджана аккредитация университета продлена на 5 лет.
С 2020 по 2023 год научными работниками университета было опубликовано 168 научных работ в журналах, индексируемых в международной базе данных Web of Science.
Университет участвует в проекте IQAinAR по улучшению качества образования программы Европейской комиссии Эразмус Плюс.
Действуют 5 филиалов университета в Шеки, Губе, Агджабеди, Джалилабаде и Шемахе.
На 2023 год в университете обучалось 10 628 студентов, из них 9 851 студент бакалавриата, 708 студентов магистратуры, 59 студентов докторантуры. 
На 2023 год преподавали 787 человек профессорско-преподавательского состава. 119 человек работали по совместительству, 180 — на почасовой оплате.
С 2014/15 учебного года при университете действуют группы SABAH по специальностям «учитель начальных классов» и «учитель математики и информатики». С 2019/2020 года добавились специальности «преподаватель азербайджанского языка и литературы» и «дошкольное образование». На 2025 год в группах SABAH получают образование 225 студентов.

## Структура университета
На май 2025 года в составе университета действует 9 факультетов:
- филологический
- истории и географии
- математический
- химико-биологический
- дошкольной педагогики
- искусства и физического воспитания
- физический
- начального образовани
- факультет «SABAH»

Подготовка ведется по следующим специальностям:
- Азербайджанский язык и литература
- История
- Математика
- Химия
- Биология
- Физика
- География
- Профессиональное образование
- Музыкальное образование
- Дефектология
- Начальная военная и физическая подготовка
- Педагогика и методика начального образования
- Педагогика и методика дошкольного образования

На 2023 год в университете обучали по 22 специальностям бакалавриата, 22 специальностям магистратуры, 35 специальностям докторантуры.

## Инфраструктура
Университет располагает библиотекой и читальными залами. Книжный фонд библиотеки составляет более 700 тысяч экземпляров. В университете имеется компьютерный зал, ономастическая лаборатория, зоологический музей, центр медицинской помощи.

## Ректоры
- Гусейн Мусаев[азерб.] (1937)[7]
- Джафар Джафаров (c 23 июня 2016)[8]

## Международное сотрудничество
6 июня 2024 года университет подписал соглашение об обмене студентами с университетом Бируни (Турция)